# Helmuth Lohner
Helmuth Lohner (ou Helmut Lohner), né le 24 avril 1933 à Vienne et mort le 23 juin 2015, est un acteur et metteur en scène de théâtre autrichien. Il est par ailleurs de 1997 à 2006, directeur du Theater in der Josefstadt.

## Biographie
Né à Vienne, Helmuth Lohner a d’abord suivi une formation d’artiste commercial, tout en prenant des cours de théâtre privés. Il fait ses débuts d’acteur en 1952 au théâtre municipal de Baden, au sud de Vienne. Il est également apparu comme buffo d’opérette au Stadttheater Klagenfurt. De 1953 à 1963, il est apparu dans diverses productions du Theater in der Josefstadt, ainsi que dans de nombreuses apparitions au cinéma.

### Vie personnelle
Helmuth Lohner s'est marié avec l’actrice allemande Susanne Cramer à deux reprises. Leur fille Konstanze Lohner est pédagogue en Allemagne. Il a ensuite épousé l’actrice allemande Karin Baal, avec qui il a eu une fille, l’actrice Therese Lohner. 
En 2011, il épouse Elisabeth Gürtler-Mauthner. Le couple a vécu ensemble pendant 19 ans avant leur mariage.
Il meurt le 23 juin 2015, à l'âge de 82 ans.

## Théâtre

### Comme metteur en scène
- 1994 : La Belle Hélène de Jacques Offenbach
- 1997 : La Veuve joyeuse de Franz Lehár
- 1999 : Une nuit à Venise de Johann Strauss II
- 2002 : Princesse Czardas de Emmerich Kálmán
- 2005 : La Flûte enchantée de Wolfgang Amadeus Mozart

## Filmographie partielle

### Films
- 1955 : Hotel Adlon : L'archiduc Karl
- 1955 : Urlaub auf Ehrenwort : Grenadier Richard Hellwig
- 1957 : Pour l'amour d'une reine : Le chambellan Holck
- 1957 : C'est arrivé à Salzbourg : Franz
- 1957 : Witwer mit 5 Töchtern : Dr. Klaus Hellmann
- 1958 : L'Auberge du Spessart : Felix
- 1958 : Stefanie : (Non crédité)
- 1958 : La Maison des trois jeunes filles : Moritz von Schwind
- 1959 : Éva ou les Carnets secrets d'une jeune fille :
- 1959 : La Belle et l'Empereur : Le comte Martin Waldau
- 1959 : Marili : Peter Markwart
- 1960 : Frau Warrens Gewerbe : Frank Gardner
- 1960 : Pension Schöller : Peter Klapproth
- 1961 : Une femme pour un million : Tommy Schiller
- 1961 : Blond muß man sein auf Capri : Hannes Niklas
- 1964 : Das siebente Opfer : Gerald Mant
- 1969 : Hannibal Brooks : Willi

### Séries télévisées
- 1971 : Liliom : Liliom
- 1974 : Derrick : Johanna : Alfred Balke